# Vratislav Hlásek
Vratislav Hlásek (* 20. září 1967, Praha) je český kouč, trestně stíhaný za zneužívání klientek. Hlásek je autor metody osobního redesignu, která využívá technik koučovacích rozhovorů, mentoringu a práce s tělem. Více než 30 let pracoval s dětmi a mladými lidmi bez funkčního rodinného zázemí. Spolu se svou ženou Alžbětou Hláskovou se stali průkopníky pěstounské péče na přechodnou dobu v České republice, v letech 2009–2018 postupně poskytli tuto péči 18 novorozencům.
Hlásek tvrdí, že ho jeho profesní cesta dovedla ke zkoumání nejnovějších neurobiologických poznatků a moderních sebeuvědomovacích technik, které implementuje do svých metod. Jeho cílem je pomoci klientům objevit různá omezení v jejich způsobu přemýšlení o sobě, partnerství i ostatních věcech a dějích, aby si znovu nadesignovali svůj život a žili ho svobodně a podle svých představ.
Mezi klienty Vratislava Hláska patřil například podnikatel David Semerád, spoluzakladatel společnosti STRV nebo autor bestselleru Konec prokrastinace Petr Ludwig.
Několik bývalých klientek kouče Vratislava Hláska poskytlo Deníku N svědectví o jeho nestandardních metodách. Ty měly zahrnovat nahotu, líbání, vaginální masáže, osahávání jeho penisu či pohlavní styk. Některé z žen posléze vyhledaly psychoterapeutickou pomoc, dnes hovoří o manipulaci a zneužívání. „Neděje se tady nic, co by bylo v rozporu s přirozeným chováním,“ hájí své postupy Hlásek, který je ve veřejném prostoru označován mimo jiné za párového terapeuta a odborníka na partnerské vztahy. Že by někdy došlo v rámci sezení k souloži, odmítá.

## Profesní cesta
Pěstounství
Vratislav Hlásek se svou manželkou Alžbětou Hláskovou se stali v roce 2009 prvními pěstouny na přechodnou dobu. Jako první v Česku vzali do pěstounské péče na přechodnou dobu čerstvě narozené miminko, čímž zabránili jeho umístění v kojeneckém ústavu, jelikož jsou přesvědčeni, že právě kojenecké ústavy hluboce a dlouhodobě poškozují schopnost dítěte vytvářet si bezpečné vztahy. Stali se průkopníky trendu, který brzy zakotvil i v legislativě. Manželé Hláskovi postupně poskytli dočasný domov osmnácti novorozencům. V roce 2018 svou pěstounskou misi ukončili.
Koučování
Vratislav Hlásek je považován za českého kouče, lektora, odborníka na výchovu, partnerské vztahy a leadership.
V současné době koučuje vrcholový management firem a podnikatele, poskytuje individuální konzultace osobnostního rozvoje a je autorem i lektorem kurzů zaměřených na komunikaci, leadership, partnerství a výchovu.
V letech 2010–2011 také působil jako viceprezident pro profesní rozvoj Mezinárodní federace koučů ICF ČR.
Publikační činnost a autorská tvorba
Jednou z mnoha oblastí, ve které Vratislav Hlásek působí, je publikační činnost a autorská tvorba. Institut fyziologické socializace, který založil, vydal dvě publikace. První publikací je překlad knihy Budování citového pouta od Daniel A. Hughese. Druhou knihu, (Re)design rodiny pro 21. století, napsali se svou ženou.

## Členství
- Mezinárodní federace koučů ICF ČR - viceprezident pro profesní rozvoj (2010–2011)[19]
- Mezinárodní expertní skupina v oblasti péče o děti do tří let věku v ČR (2011)[21]

### Rozhovory a články

#### Video
- Vratislav Hlásek - re|design života, výchovy a vztahů | PROTI PROUDU (YouTube, 7. 6. 2021)
- 79. dil DEEP TALKS od Petra Ludwiga (YouTube, 3. 1. 2021)
- Host DVTV.cz - Vzorce rodiny nefungují, singles jsou novinka, partnera chceme vlastnit. Jediná budoucnost jsou děti. (DVTV, 7. 7. 2020)
- 47. díl DEEP TALKS od Petra Ludwiga (YouTube, 26. 2. 2020)
- Rozhovor s Vratislavem Hláskem (YouTube, 24. 7. 2018)
- Labyrintem vztahu (SlideSlive, 17. 4. 2018)
- 13. host DEEP TALKS od Petra Ludwiga (YouTube, 6. 4. 2018)
- Beseda s Vráťou Hláskem - Besedy na Beránku (YouTube, 1. 12. 2016)
- Brífink ministra školství - Pěstounská péče v ČR - Studio ČT24 (Studio ČT24, 21. 1. 2015)
- Sama doma - Česká televize (Studio ČT1, 7. 1. 2014)
- Rodina v klidu - Jak by mohla vypadat rodina ve 21. století? (SlideSlive, 24. 12. 2007)

#### Audio
- Tříletí a šestiletí v jedné třídě? Děti by se od sebe naučily mnohem více, říká kouč Vratislav Hlásek Archivováno 17. 1. 2022 na Wayback Machine. (Rodičovská posilovna, 11. 6. 2021)
- Když dítě přijde o rodiče, je to tragédie. Lepší je vychovávat ve smečce, říká terapeut Vratislav Hlásek Archivováno 17. 1. 2022 na Wayback Machine. (Rodičovská posilovna, 4. 6. 2021)
- Problémy ve vztazích neexistují, jsou to většinou naše dětská zranění, ujišťuje partnerský kouč (Můj Rozhlas, 8. 2. 2021)
- Děkujte si za hádky. Ukazují neošetřená místa, říká odborník na partnerské vztahy Vratislav Hlásek (Český rozhlas Radio Wave, 13. 3. 2020)
- Naše vztahy jsou hlavně majetnické. Nebo kompenzační, varuje vztahový kouč Vratislav Hlásek (Český rozhlas Dvojka, 6. 6. 2019)
- Balanc o nejdelší studii o štěstí. Spokojenost přináší dobré vztahy, začít musíme u vztahu k sobě (Český rozhlas Radio Wave, 30. 10. 2018)
- Pěstounství, aneb dítě na dobu určitou - Vratislav Hlásek (Český rozhlas 2, Noční mikrofórum, Praha, 2013)

#### Články
- „Začal se svlékat a já měla taky.“ Ženy popsaly zkušenosti se známým koučem (Deník N, 19. 8. 2022)
- I ve vztahu se můžete cítit sami. Co s tím (Novinky.cz, 5. 11. 2019)
- 18 mimin a dost! (Respekt.cz, 16. 2. 2019)
- Vyrůstají u nich miminka beze jména (Lidovky.cz, 8. 10. 2017)
- Stačí pro výchovu dětí jeden rodič? Nestačí ani dva! Archivováno 6. 2. 2020 na Wayback Machine. (Klíč ke vzdělání, 8. 9. 2014)
- O osudu opuštěných dětí rozhodnou ve sněmovně odpadlíci (Týden.cz, 23. 10. 2012)
- Hláskovi: Dítě už znovu svůj první rok života nedostane (Respekt.cz, 30. 1. 2011)

### Sociální sítě
- Vratislav Hlásek na LinkedIn
- Oficiální webová stránka